# 4355 Мемфіс
4355 Мемфіс (4355 Memphis) — астероїд головного поясу, відкритий 17 жовтня 1960 року.
Тіссеранів параметр щодо Юпітера — 3,386.